# Retro Studios
Retro Studios är en amerikansk datorspelsutvecklare baserad i Austin i Texas. Företaget grundades 1998 av Jeff Spangenberg, och är sedan 2002 ägt av Nintendo. De är mest kända för Metroid Prime-serien till Nintendo Gamecube och Wii samt Donkey Kong-spel till Wii, Nintendo 3DS och Wii U.

## Utvecklade spel

### Nintendo Gamecube
- Metroid Prime (2002)
- Metroid Prime 2: Echoes (2004)

### Nintendo DS
- Metroid Prime Hunters (2006 – Retro Studios stod enbart för art direction. Utvecklades i samarbete med Nintendo Software Technology)

### Wii
- Metroid Prime 3: Corruption (2007)
- Metroid Prime Trilogy (2009)
- Donkey Kong Country Returns (2010)

### Nintendo 3DS
- Mario Kart 7 (2011 – Retro Studios hjälpte till med en Donkey Kong Contry Returns-inspirerad bana samt återskapade de 16 klassiska banorna)[5]
- Donkey Kong Country Returns 3D (2013 – en portering av Donkey Kong Country Returns, utvecklad i ett samarbete med Monster Games)

### Wii U
- Donkey Kong Country: Tropical Freeze (2014)[6]

### Switch
- Donkey Kong Country: Tropical Freeze (2018)
- Metroid Prime 4 (TBA)[7]